# インビジブルレイン
『インビジブルレイン』は、誉田哲也の警察小説。姫川玲子シリーズ第4作。
同じ姫川玲子シリーズの第1作と同じ『ストロベリーナイト』のタイトルで映画化され、2013年1月26日に公開された。

## 概要
光文社より2009年11月に単行本が書き下ろし小説として刊行、2012年7月20日に光文社文庫版が刊行された。
これまで姫川玲子は警視庁や姫川班という後ろ盾があった中で活躍していたのに対し、本作では警視庁上層部の圧力に晒され、誰にも頼れない状況下での姫川の単独捜査、そして彼女自身の禁断のラブロマンスが描かれる。そして本作をもって姫川班、ひいてはシリーズの転換点とも言える結末を迎える。冒頭には物語のキーパーソンである柳井健斗のモノローグが挿入されている。
『インビジブルレイン』というタイトルはポリスの楽曲「インビジブル・サン」から着想を得たもの。

## ストーリー
小林充というチンピラ暴力団員が殺害される事件が発生する。姫川玲子率いる姫川班の所属する捜査一課は、この事件を組織犯罪対策第四課（組対四課）と合同で捜査することになった。そんな中、謎の女性の通報から、容疑者として柳井健斗という青年の存在が浮上する。9年前、父親に殺害されたとされている柳井の姉は、生前小林の恋人だった。実は彼女は小林に殺害されたのだが、柳井が復讐のため小林を殺害したとなれば、姉の事件で柳井の父を容疑者として追及し、自殺に追いやった警察の不祥事が明るみに出ることとなる。これを避けたい上層部は捜査本部の刑事部に「柳井健斗」の名前が出ても一切追求するなという命令を下す。納得出来ない姫川は単身捜査に挑むが、その先に謎の女性の存在が見え隠れしていた。
一方、極清会の会長・牧田勲も柳井の事を探していた。彼は自らの組を傘下に収める大和会系石堂組の中で、石堂組若頭・藤元の造反とも取れる行為による内部瓦解を食い止めるため、柳井が持っているという情報を欲していた。
そして「柳井健斗」の存在を軸に姫川と牧田は邂逅、2人は互いに惹かれあっていくが、やがてその禁断の恋は事件を衝撃の結末へと導いていく。

## 登場人物

### 警視庁捜査一課
姫川 玲子
捜査一課殺人犯捜査第十係（姫川班）主任 警部補。
菊田 和男
姫川班 巡査部長。
石倉 保
姫川班 巡査部長。
湯田 康平
姫川班 巡査長。
葉山 則之
姫川班 巡査長。
今泉 春男
捜査一課十係長 警部。
勝俣 健作
捜査一課殺人犯捜査五係（勝俣班）主任 警部補。
日下 守
捜査一課殺人犯捜査十係（日下班）主任 警部補。
橋爪 俊介
捜査一課管理官 警視。

### 警視庁刑事部関係者
和田 徹
捜査一課課長 警視正。以前は捜査一課七係の主任だった。強行犯捜査一本にこだわって経歴を重ね、刑事時代は徹底した聞き込みと勘を武器とした捜査で真相に近づいていったことから、今泉に捜査の鬼と評され尊敬されている。
長岡
刑事部長 警視監。警察庁から出向中のキャリア。自らの保身の事しか考えず、事件に柳井が関連している可能性があることを知り和田のクビを引き合いに出し隠蔽を図る。

### 警視庁組織犯罪対策部
下井 正文
中野署刑事組織犯罪対策課・暴力犯捜査係担当係長 警部補。以前は組織犯罪対策第四課（組対四課）の主任を務めていた。組対四課以前に捜査一課七係で今泉、勝俣と共に主任の和田と林の下にいた時期がある。
松山
組対四課暴力犯捜査六係係長。

### 石堂組関係者
石堂組は本作でもしばし名称が登場する日本最大の指定暴力団「大和会」の系列組織。「仁友会」はその石堂組の傘下の組織であり、そのまた下部組織に「六龍会」がいる。牧田率いる「極清会」は「仁友会」と同じ石堂組の直参団体という位置づけにある。また大和会は「奥山組」二代目組長・奥山広重が就任しており、彼の舎弟が石堂組組長を務めている。
牧田 勲
極清会会長。石堂組若頭補佐。揉め事を収める仲裁力に長け、極道としての強い覚悟を持った人物。以前は父親の土木会社に勤めていたが、別の土木会社とバックにいる暴力団による妨害の末に父親を殺され、母は自殺、妹は消息不明（名前は奈津子で薬物中毒で死亡していた）となり、その復讐に相手側の会社社長と暴力団組長を殺害し、未成年だったことから6年間服役した。出所後石堂に気に入られ世話にもなり、自身も石堂を慕い極道の世界に入ることになった。
姫川に出会った当初は身分を偽り、不動産会社社員の「槇田功一」と偽名を名乗る。身長は192cm。
川上 義則
牧田の舎弟。牧田が組を持つ前には恋人の伊藤留美と共にタコライス専門チェーン「ハッチューズ」を運営し、事業を拡大してからも自分でもワゴン屋台で商売していたが、留美に惚れた仁友会の構成員の嫌がらせに遭っていたのを牧田に取り成して貰って以降、恋人とは別れたものの牧田を慕い舎弟となった。
藤元 英也
51歳、三代目仁友会会長で石堂組若頭。石堂が療養中の隙に奥山に接近し、石堂組を裏切ろうと画策している疑惑の渦中にいる。牧田に兄貴分として慕われていたが、石堂に目を掛けられている彼に嫉妬し良い感情を見せなかった。
三原 鉄男
二代目大政会会長。藤元の弟分だが、奥山に就いて石堂組を裏切ろうとする動きを見せる藤元に怒りを抱える。
石堂 神矢
石堂組四代目組長。持病の糖尿病に加えて心臓を悪くして入院し、いつ大事に至るか分からない状態にある。自身も初代組長の養子という境遇からか、牧田の事を可愛がっていた。
小林 充
29歳、暴走族「ドラゴンヘッド」の元メンバーで六龍会の構成員。気性が激しく、シノギもろくに出来ないことから組内では使えないという評判が専らだった。
柳井千恵の恋人であり、彼女が父と関係を持つ瞬間を目撃してしまう。その後ある行動をとったことにより、柳井健斗に激しく恨まれることになる。
竹嶋 和馬
六龍会会長。暴走族「ドラゴンヘッド」の総長を引退後、仁友会に所属し10年目で六龍会を立ち上げた。小林への評価は低く、殺しても得をしないと小林殺害の関与を否定する。

### 柳井健斗とその関係者
柳井 健斗
事件の重要人物。漫画喫茶勤務。姉と父の関係を知りながらも黙認していた。姉を殺したのが小林だと確信し、9年間彼への復讐心を秘め、その目的のため力をつけようと行動していた。
柳井 千恵
健斗の姉。13の頃より、死んだ母親の代わりに家事をしていた一方で、父親とも関係を持っていた。高校卒業後しばらくして家を出たが、9年前に自宅のアパートで殺害された。
柳井 篤司
健斗と千恵の父親。千恵が殺害された事件で重要参考人として何度も聴取され、マスコミにも追い詰められた末に警官から拳銃を奪い自殺した。
内田 貴代
柳井の恋人で、彼と同じ漫画喫茶で働く。関西から上京して以来の寂しさから柳井にシンパシーを感じ、惹かれていった。

### その他
井岡 博満
中野署地域課。世田谷署、亀有署、王子署への配属で姫川とコンビを組んでいたが、本作では地域課の交番勤務となっている。
國奥定之助
東京都監察医務院監察医。

## 映画
姫川玲子シリーズを原作としたテレビドラマ『ストロベリーナイト』の劇場版作品として、本作を原作に製作された。タイトルはこれまでのドラマと同じく、シリーズ第1作と同じ『ストロベリーナイト』である。
映画は姫川の恋愛描写における菊田・牧田との三角関係を強調した内容となり、小林充を殺害した人物が違うなど、事件の流れも小説とは異なるものとなっている。また、制作上では原作タイトル『インビジブルレイン』を意識して雨の降る場面を多く取り入れるなどしている。公開初週の日本観客動員ランキングでは1位を記録した。公開9週目時点で、累計動員は171万人、累計興収は21億1,000万円。

## 漫画
上記映画のコミカライズとして、原作・誉田哲也、作画・桑村千宏による漫画「ストロベリーナイト -見えない雨-」が『週刊ヤングマガジン』（講談社）に2013年9号（1月28日発売号）より連載され、同年5月2日に単行本第1巻がヤンマガKCより発売予定であったが中止となっている。

## ドラマ
姫川玲子シリーズを原作とした2019年4月期放送の連続ドラマ『ストロベリーナイト・サーガ』（フジテレビ系木曜劇場枠）の第7話（5月23日放送）と第8話（5月30日放送）にてドラマ化された。

## オーディオブック
2022年2月20日より、audiobook.jpで配信された。ナレーターは行成とあ。